# Cine Center
Cine Center es una cadena de cines boliviana, filial de la empresa privada puertorriqueña Caribbean Cinemas. Está dedicada a exhibir y distribuir películas tanto extranjeras como nacionales, así como también ser una cadena de cines presente en las ciudades de La Paz, Santa Cruz de la Sierra, Cochabamba, Tarija, Quillacollo y Riberalta.
En 2019 y de manera paulatina y permanente, se reemplazó la marca Cine Center con Mega Center en la mayoría de las filiales en Bolivia.

## Historia

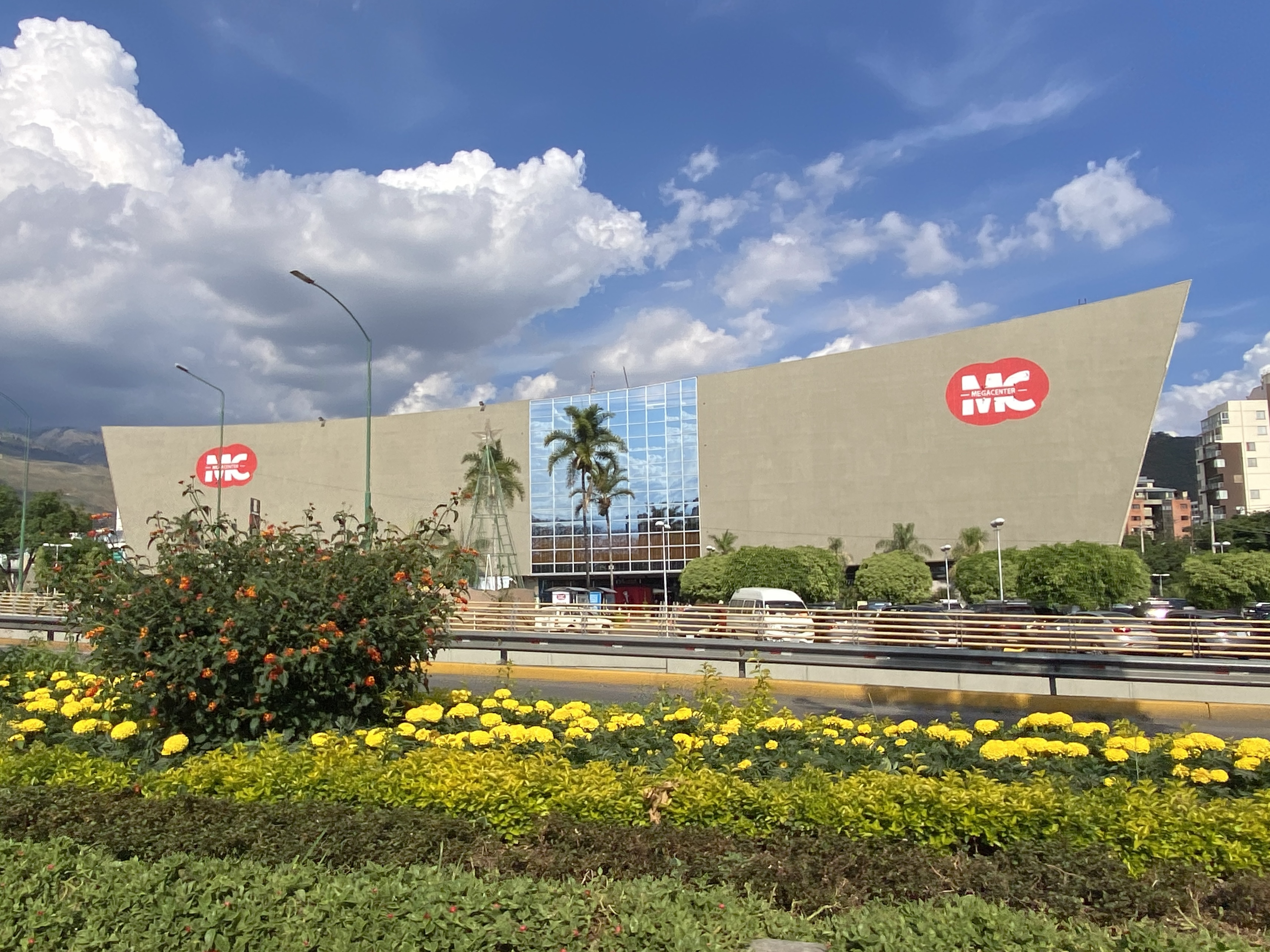
Megacenter en Cochabamba

Originalmente la idea se concibió en 1999, cuando el empresario español Jordi Chaparro (quien luego se convertiría en el fundador de la cadena de cines) se reunió con inversores de su país natal y Roberto Nelkenbaum, un empresario boliviano. 
La sede tentativa fue La Paz, pero al final se inauguró su primera sala el 6 de agosto de 2004, en la ciudad de Santa Cruz. La inversión fue de US$7 000 000 (siete millones de dólares estadounidenses) para la primera sala construida.
El 2005, el mismo Jordi Chaparro adquirió el 100% del paquete accionario de todos los cines (a través del consorcio español Grentidem S.A.)
A partir del 2013, y a causa de una ausencia de inversores por parte de una copa boliviana paralela a la actual Primera División de Bolivia, se creó la Copa Cine Center, la cual se jugó hasta el año 2016.
El año 2018, la cadena de cines puertorriqueña, Caribbean Cinemas adquirió el 100% del paquete accionario de la española Grentidem S.A.
Alrededor de 2019 y de manera paulatina, se reemplazó la marca Cine Center con Mega Center en varias filiales.
En mayo de 2023, el Cine Center en la ciudad de Cochabamba abrió su primera sala 4D E-Motion y en noviembre la segunda sala en Santa Cruz de la Sierra.